# Abraxas steniabraxas
Abraxas steniabraxas là một loài bướm đêm trong họ Geometridae.